# Stevo Pendarovski
Stevo Pendarovski (en macédonien : Стево Пендаровски), né le 3 avril 1963 à Skopje, est un universitaire et homme d'État macédonien. Il est président de la république de Macédoine du Nord du 12 mai 2019 au 12 mai 2024.

## Biographie

### Éducation et carrière académique
Stevo Pendarovski obtient un diplôme en droit de l'université Saints-Cyrille-et-Méthode de Skopje en 1987. Il est également titulaire d'un doctorat en sciences politiques de la même université.
Depuis 2008, il est professeur assistant en sécurité internationale, politique étrangère et mondialisation à l'université américaine de Skopje.

### Carrière politique
Stevo Pendarovski commence sa carrière au gouvernement en tant que ministre adjoint des relations publiques au ministère de l'Intérieur et à la tête du département d'analyse et de recherche de ce ministère entre 1998 et 2001. Il est conseiller principal pour la sécurité nationale et la politique étrangère du président Boris Trajkovski de 2001 à la mort de celui-ci en 2004. Après avoir dirigé la Commission électorale de l'État de 2004 à 2005, il est ensuite conseiller de la sécurité nationale et de la politique étrangère auprès du président Branko Crvenkovski, de 2005 à 2009.
Le 4 mars 2014, il est investi candidat à l'élection présidentielle d'avril 2014 par le principal parti d'opposition, l'Union sociale-démocrate de Macédoine. Il est battu au second tour par le président sortant Gjorge Ivanov.
De nouveau candidat de l'Union sociale-démocrate de Macédoine et de l'Union démocratique pour l'intégration à l'élection présidentielle de 2019, il obtient 44,78 % des voix au premier tour le 21 avril, devançant de peu la candidate du VMRO-DPMNE Gordana Siljanovska-Davkova. Il remporte le second tour le 5 mai suivant avec 53 % des voix.
Il est investi président de la République de Macédoine du Nord le 12 mai 2019.
Candidat à sa réélection en 2024, il perd face à Gordana Siljanovska-Davkova qui lui succède à la présidence de la république.